# Palics
Els Palics (en grec antic Παλικοι Palikoi), d'acord amb la mitologia grega, foren divinitats sicilianes, fills d'Hefest i d'Etna (o, segons altres, de Zeus i de la nimfa Talia).
Eren dos bessons nascuts sota terra, als quals els sículs atribuïen l'origen de les fonts termals i sulfuroses dels voltants de l'Etna.
Les tradicions que els fan fills de Talia, diuen que la nimfa, embarassada i tement la gelosia d'Hera, es va amagar a l'interior de la terra. Quan va arribar el moment del part, els infants, dos bessons, van sortir de la terra i van néixer. El seu culte se situava vora el llac de Nàftia, vora Leontins, on hi havia alguns fenòmens volcànics: del llac brollava un doll d'aigua calenta en forma de cúpula que tornava a caure sense que en sortís ni una gota fora, i desprenia una forta olor de sofre. Es creia que les aus que hi sobrevolaven morien al cap de poques hores, i les persones que s'hi apropaven morien al cap de tres dies. Els Palics eren divinitats terribles, en nom dels quals els sicilians feien els seus juraments més solemnes. Quan algú volia acordar alguna cosa sota jurament, ho escrivia sobre una tauleta i la llançava al llac. Si la tauleta flotava, el jurament era autèntic, i si se submergia hi havia perjuri. També es deia que els Palics feien tornar cecs els mentiders que els invocaven en fals.